# Министерство сельского хозяйства США
Министерство сельского хозяйства США (англ. United States Department of Agriculture, USDA) — федеральный орган исполнительной власти США.
В 1852 году в Вашингтоне состоялся съезд американских агрономов, на который съехались 152 представителя от 23 штатов. На съезде было принято решение об учреждении Сельскохозяйственного общества США. 15 мая 1862 году был учреждён высший правительственный сельскохозяйственный орган на правах министерства — Департамент земледелия (англ. Department of Agriculture). Первым руководителем стал Исаак Ньютон.
Министерство сельского хозяйства США основано в 1889 году, бюджет министерства составляет 94 млрд долларов (2006), численность сотрудников — 106 тыс. (2007). В функции министерства входит исполнение политики в области сельского хозяйства и продовольствия, в том числе продовольственной безопасности, развитие сельских районов, финансирование научных исследований в области сельского хозяйства.